# 虎鼬
虎鼬（學名：Vormela peregusna）是一種鼬科的小型哺乳動物，是虎鼬屬唯一一種。虎鼬主要分佈在東南歐到中國西部的廣大乾燥地區。由於身體有類似虎的顔色和斑紋，故名虎鼬。和其他鼬類動物一樣，它們在遇到危險時也會釋放出氣味強烈的氣體。

## 特徵
虎鼬的體長在29-35釐米之間，尾巴很長，身體為黃色，帶有褐色或紅色的斑點。雄性體重為320-715克，雌性為295-600克。

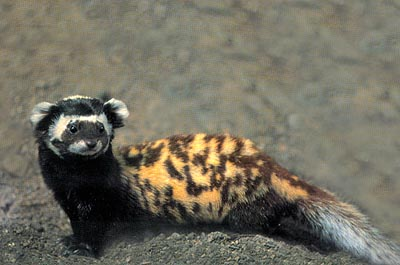
Vormela peregusna

## 分佈
分佈于歐洲的保加利亞、羅馬尼亞、南斯拉夫、俄羅斯，西亞的敍利亞、黎巴嫩、以色列、巴勒斯坦、約旦、伊朗、阿富汗、巴基斯坦、哈薩克斯坦、蒙古和中國。此外埃及的西奈半島也有發現。

## 習性
虎鼬在早晨和傍晚最爲活躍。視力較差，主要靠良好的嗅覺和觸覺。獨居動物，活動範圍約為0.5-0.6平方公里。

## 繁殖
交配季節為每年五月到六月初。孕期較長，變化幅度大，為243-327天。每胎4-8仔，只有母虎鼬負責照料幼仔。38-40天后睜開眼睛，斷奶期為50-54天，61-68天后即可離開母親獨立生活。

## 棲息地
虎鼬主要生活在開闊的沙漠、半沙漠和半乾燥的岩地，而不喜歡居住在山地。

## 食性
虎鼬主要以嚙齒類動物為食，此外也吃野兔、鳥、蜥蜴、蛙、昆蟲，以及水果和草。

## 亞種
共有6個已知亞種：
- V. p. alpherakyi
- V. p. euxina
- V. p. negans
- V. p. pallidor
- V. p. peregusna
- V. p. syriaca

## 保护
本种于2023年被收录入《有重要生态、科学、社会价值的陆生野生动物名录》。